# Palmerah (onderdistrict)
Palmerah is een onderdistrict (kecamatan) van Jakarta Barat in het westen van Jakarta, Indonesië.
Museum Tekstil is gelegen in Palmerah.

## Verdere onderverdeling
Het onderdistrict Palmerah is verdeeld in 6 kelurahan:
1. Slipi - postcode 11410
2. Kota Bambu Utara - postcode 11420
3. Kota Bambu Selatan - postcode 11420
4. Jati Pulo (Jatipulo)- postcode 11430
5. Palmerah - postcode 11480
6. Kemanggisan - postcode 11480